# 王繼宗 (嘉靖進士)
王繼宗（1490年—1542年），字汝孝，號雙溪，四川順慶府南充縣人，明朝政治人物。

## 生平
由國子生中式戊子四川鄉試第二十四名舉人，嘉靖十一年（1532年）壬辰科会试第二百七十六名，第三甲第二十八名進士。工部观政，授華容縣知縣，十五年五月選授工科給事中，历刑科右，十八年六月升兵科左，二十年二月累陞兵科都給事中，次年卒於任內。

## 家族
曾祖王榦；祖王儒，監生；父王汾；母張氏。永感下，妻唐氏，繼妻（未聘）；兄紹宗（典膳）；尚仁；汝臯（監生），弟纉宗；繹宗；續宗；綬宗；壃；汝；夔（貢士）；道；純。